# Plano detalle (cine)
En fotografía y en cine, el plano detalle (por oposición al plano general) es aquel plano cinematográfico que se centra en una parte muy concreta del cuerpo, o de un objeto.
Es un tipo de plano que muestra un objeto o parte del cuerpo humano en su máxima expresión. Es un recurso utilizado para enfatizar un elemento concreto de la realidad.
Consigue centrar el interés del espectador en algo concreto, y gracias al montaje puede tener un efecto con un gran impacto.

## El plano detalle en la historia y sus usos
Algunas escenas cinematográficas son recordadas precisamente por el impacto narrativo y estético del plano detalle. Un ejemplo de ello, es la escena del asesinato en la ducha en Psicosis (1960), de Alfred Hitchcock, donde el ritmo de la acción viene dado por los planos detalle que subrayan el dramatismo de la escena.
En los orígenes del cine todo se solía rodar en plano general. Las primeras películas eran básicamente una ventana al mundo, y todavía no existía el montaje.
Poco a poco los primeros cineastas se dieron cuenta de que podían hacer planos más cortos del ser humano, y el espectador empezó a acostumbrarse. Aunque no fue un proceso fácil.
Los productores que tenían a una estrella pensaban que el espectador quería ver a este actor o actriz de cuerpo entero, y no cortado/a.
Uno de las primeras obras (si no la primera) en usar planos detalle fue el cortometraje La lente de la abuela (George Albert Smith, 1900). 
En el cine del siglo XXI, el plano detalle también se usa muchísimo. Quizás más que nunca. Sobre todo teniendo en cuenta que ahora el espectador no necesariamente va a ver nuestra obra en una gran pantalla.
Se ha convertido en uno de los planos más usados del lenguaje audiovisual actual. En parte también gracias a géneros audiovisuales como el videoclip musical.
Es cierto que, a cada género musical le suele corresponder un tipo de montaje. Uno de los géneros musicales que más utiliza el plano detalle en sus videoclips es el metal, especialmente el thrash metal.

## Otros
Hay dos variantes parecidas al plano detalle, el primer plano y el Primerísimo primer plano En el primer caso, si hablamos de la figura humana, el plano recogería el rostro y los hombros y en el Primerísimo primer plano capta el rostro desde la base del mentón hasta la parte de arriba de la cabeza. También dota de gran significado a la imagen. Su diferencia con el plano detalle es que este solo muestra en su máxima expresión a un objeto. En esta parte se concentra la máxima capacidad expresiva. 